# Épisy
Épisy era una comuna francesa situada en el departamento de Sena y Marne, de la región de Isla de Francia, que el 1 de enero de 2016 pasó a ser una comuna delegada de la comuna nueva de Moret-Loing-et-Orvanne al fusionarse con las comunas de Écuelles, Montarlot y Moret-sur-Loing.

## Historia
El 1 de enero de 2017, pasó a ser una comuna delegada de la comuna nueva de Moret-Loing-et-Orvanne al fusionarse con las comunas de Écuelles, Montarlot, Moret-sur-Loing y Veneux-les-Sablons.

## Demografía
| Gráfica de evolución demográfica de Épisy entre 1800 y 2013 |
|                                                             |

Los datos demográficos contemplados en este gráfico de la comuna de Épisy se han cogido de 1800 a 1999 de la página francesa EHESS/Cassini, y los demás datos de la página del INSEE.